# Lista statków typu Liberty według numeru kadłuba (451–600)
Ta strona przedstawia listę statków typu Liberty posortowaną według numeru kadłuba nadanego przez Komisję Morską (ang. Maritime Commission).
| Numer MC | Nazwa jednostki               | Patron                          | Typ jednostki | Położenie stępki     | Wodowanie            | Los |
| -------- | ----------------------------- | ------------------------------- | ------------- | -------------------- | -------------------- | --- |
| 451      | SS "John A. Logan"            | John A. Logan                   | standardowy   | 10 grudnia 1942      | 14 stycznia 1943     | przekazany USN jako "Alnitah" (AK-79), złomowany w 1961                                                                                        |
| 452      | SS "Pere Marquette"           | Pere Marquette                  | standardowy   | 12 grudnia 1942      | 14 stycznia 1943     | złomowany w 1971 |
| 453      | SS "John M. Palmer"           | John M. Palmer                  | standardowy   | 15 grudnia 1942      | 19 stycznia 1943     | przekazany USN jako "Draco" (AK-77), sprzedany w prywatne ręce w 1947, złomowany w 1968                                                        |
| 454      | SS "Richard Yates"            | Richard Yates                   | standardowy   | 18 grudnia 1942      | 22 stycznia 1943     | złomowany w 1971 |
| 455      | SS "Nancy Hanks"              | Nancy Hanks                     | standardowy   | 21 grudnia 1942      | 24 stycznia 1943     | złomowany w 1958 |
| 456      | SS "Edward P. Costigan"       | Edward P. Costigan              | standardowy   | 23 grudnia 1942      | 28 stycznia 1943     | złomowany w 1959 |
| 457      | SS "Sieur Duluth"             | Daniel Greysolon, Sieur du Lhut | standardowy   | 27 grudnia 1942      | 4 lutego 1943        | przekazany ZSRR w 1943 jako "Tungus" ("Тунгус"), złomowany w 1970                                                                              |
| 458      | SS "Richard Henderson"        | Richard Henderson               | standardowy   | 29 grudnia 1942      | 31 stycznia 1943     | storpedowany i zatopiony koło Sardynii w 1943                                                                                                  |
| 459      | SS "Benjamin Bonneville"      | Benjamin Bonneville             | standardowy   | 31 grudnia 1942      | 30 stycznia 1943     | sprzedany w prywatne ręce w 1947, złomowany w 1968                                                                                             |
| 460      | SS "Charles Wilkes"           | Charles Wilkes                  | standardowy   | 2 stycznia 1943      | 7 lutego 1943        | przekazany ZSRR w 1943 jako "Kołchoźnik" ("Колхозник"), złomowany w 1976                                                                       |
| 461      | SS "Justin S. Morrill"        | Justin S. Morrill               | standardowy   | 7 stycznia 1943      | 13 lutego 1943       | złomowany w 1962 |
| 462      | SS "Thomas Kearns"            | Thomas Kearns                   | standardowy   | 11 stycznia 1943     | 12 lutego 1943       | złomowany w 1961 |
| 463      | SS "Vitus Bering"             | Vitus Bering                    | standardowy   | 14 stycznia 1943     | 17 lutego 1943       | złomowany w 1961 |
| 464      | SS "Dan Beard"                | Dan Beard                       | standardowy   | 15 stycznia 1943     | 6 marca 1943         | storpedowany i zatopiony w pobliżu Walii w 1944                                                                                                |
| 465      | SS "Jane A. Delano"           | Jane A. Delano                  | standardowy   | 19 stycznia 1943     | 9 marca 1943         | złomowany w 1970 |
| 466      | SS "John R. Park"             | John R. Park                    | standardowy   | 22 stycznia 1943     | 20 lutego 1943       | storpedowany i zatopiony w pobliżu Kornwalii w 1945                                                                                            |
| 467      | SS "James B. Hickok"          | James B. Hickok                 | standardowy   | 24 stycznia 1943     | 26 lutego 1943       | sprzedany w prywatne ręce w 1947, zniszczony w kolizji, złomowany w 1958                                                                       |
| 468      | SS "Hiram S. Maxim"           | Hiram S. Maxim                  | standardowy   | 28 stycznia 1943     | 24 lutego 1943       | zbombardowany w pobliżu Algierii w 1943, naprawiony, złomowany w 1965                                                                          |
| 469      | SS "William B. Ogden"         | William B. Ogden                | standardowy   | 30 stycznia 1943     | 2 marca 1943         | Wrecked near Vizagapatam 1944, naprawiony, złomowany w 1964                                                                                    |
| 470      | SS "David Dudley Field"       | David Dudley Field              | standardowy   | 1 lutego 1943        | 24 marca 1943        | złomowany w 1970 |
| 471      | SS "Charles P. Steinmetz"     | Charles P. Steinmetz            | standardowy   | 4 lutego 1943        | 4 marca 1943         | złomowany w 1962 |
| 472      | SS "David Starr Jordan"       | David Starr Jordan              | standardowy   | 7 lutego 1943        | 25 marca 1943        | złomowany w 1971 |
| 473      | SS "Jacques Laramie"          | Jacques La Ramee                | standardowy   | 12 lutego 1943       | 12 marca 1943        | złomowany w 1972 |
| 474      | SS "Lucy Stone"               | Lucy Stone                      | standardowy   | 13 lutego 1943       | 13 marca 1943        | złomowany w 1972 |
| 475      | SS "Frances E. Willard"       | Frances E. Willard              | standardowy   | 17 lutego 1943       | 16 marca 1943        | złomowany w 1961 |
| 476      | SS "Betsy Ross"               | Betsy Ross                      | standardowy   | 20 lutego 1943       | 19 marca 1943        | przekazany USN jako "Cor Coroli" (AK-91), zatopiony aby stworzyć sztuczną rafę w pobliżu Florydy w 1978                                        |
| 477      | SS "Abigail Adams"            | Abigail Adams                   | standardowy   | 24 lutego 1943       | 21 marca 1943        | złomowany w 1972 |
| 478      | SS "Elizabeth Blackwell"      | Elizabeth Blackwell             | standardowy   | 26 lutego 1943       | 28 marca 1943        | sprzedany w prywatne ręce w 1947, złomowany w 1967                                                                                             |
| 479      | SS "S. Hall Young"            | S. Hall Young                   | standardowy   | 2 marca 1943         | 31 marca 1943        | sprzedany w prywatne ręce w 1947, złomowany w 1967                                                                                             |
| 480      | SS "J. H. Kinkaid"            | J. H. Kinkead                   | standardowy   | 5 marca 1943         | 2 kwietnia 1943      | złomowany w 1966 |
| 481      | SS "Alexander Baranof"        | Aleksandr Baranow               | standardowy   | 6 marca 1943         | 4 kwietnia 1943      | przekazany ZSRR w 1943 jako "Walery Czkałow" ("Валерий Чкалов"), uszkodzony w 1943, naprawiony, wrócił pod flagę amerykańską, złomowany w 1965 |
| 482      | SS "Sheldon Jackson"          | Sheldon Jackson                 | standardowy   | 9 marca 1943         | 7 kwietnia 1943      | złomowany w 1966 |
| 483      | SS "Edward Rowland Sill"      | Edward Rowland Sill             | standardowy   | 15 maja 1942         | 14 lipca 1942        | złomowany w 1967 |
| 484      | SS "Joaquin Miller"           | Joaquin Miller                  | standardowy   | 23 maja 1942         | 22 lipca 1942        | złomowany w 1970 |
| 485      | SS "Lew Wallace"              | Lew Wallace                     | standardowy   | 4 czerwca 1942       | 29 lipca 1942        | złomowany w 1970 |
| 486      | SS "O. Henry"                 | O. Henry                        | standardowy   | 8 czerwca 1942       | 8 sierpnia 1942      | złomowany w 1962 |
| 487      | SS "F. Marion Crawford"       | F. Marion Crawford              | standardowy   | 14 czerwca 1942      | 14 sierpnia 1942     | złomowany w 1970 |
| 488      | SS "Joseph Rodman Drake"      | Joseph Rodman Drake             | standardowy   | 20 czerwca 1942      | 21 sierpnia 1942     | złomowany w 1972 |
| 489      | SS "William Dean Howells"     | William Dean Howells            | standardowy   | 28 czerwca 1942      | 29 sierpnia 1942     | złomowany w 1960 |
| 490      | SS "John Howard Payne"        | John Howard Payne               | standardowy   | 15 lipca 1942        | 31 sierpnia 1942     | złomowany w 1963 |
| 491      | SS "Andrew Furuseth"          | Andrew Furuseth                 | standardowy   | 22 lipca 1942        | 7 września 1942      | sprzedany w prywatne ręce w 1947, złomowany w 1967                                                                                             |
| 492      | SS "Moses Rogers"             | Moses Rogers                    | standardowy   | 30 lipca 1942        | 13 września 1942     | złomowany w 1971 |
| 493      | SS "William K. Vanderbilt"    | William K. Vanderbilt           | standardowy   | 9 sierpnia 1942      | 19 września 1942     | storpedowany i zatopiony w pobliżu Fiji w 1945                                                                                                 |
| 494      | SS "James J. Hill"            | James J. Hill                   | standardowy   | 15 sierpnia 1942     | 25 września 1942     | złomowany w 1973 |
| 495      | SS "John Rutledge"            | John Rutledge                   | standardowy   | 22 sierpnia 1942     | 29 września 1942     | złomowany w 1966 |
| 496      | SS "William Cushing"          | William Cushing                 | standardowy   | 30 sierpnia 1942     | 7 października 1942  | złomowany w 1969 |
| 497      | SS "John Blair"               | John Blair                      | standardowy   | 1 września 1942      | 12 października 1942 | złomowany w 1966 |
| 498      | SS "Robert H. Harrison"       | Robert H. Harrison              | standardowy   | 7 września 1942      | 17 października 1942 | złomowany w 1966 |
| 499      | SS "John McLean"              | John McLean                     | standardowy   | 14 września 1942     | 23 października 1942 | sprzedany w prywatne ręce w 1947, złomowany w 1970                                                                                             |
| 500      | SS "Noah H. Swayne"           | Noah H. Swayne                  | standardowy   | 20 września 1942     | 28 października 1942 | przekazany US Navy jako "Arided" (AK 73), złomowany w 1962                                                                                     |
| 501      | SS "Samuel F. Miller"         | Samuel F. Miller                | standardowy   | 26 września 1942     | 31 października 1942 | złomowany w 1966 |
| 502      | SS "David Davis"              | David Davis                     | standardowy   | 30 września 1942     | 6 listopada 1942     | przekazany US Navy jako "Carina" (AK-74), złomowany w 1952                                                                                     |
| 503      | SS "Morrison R. Waite"        | Morrison R. Waite               | standardowy   | 8 października 1942  | 10 listopada 1942    | trafiony przez kamikaze w zatoce Leyte w 1944, naprawiony, złomowany w 1963                                                                    |
| 504      | SS "Melville W. Fuller"       | Melville W. Fuller              | standardowy   | 13 października 1942 | 15 listopada 1942    | przekazany US Navy jako "Cassiopeia" (AK-75), zatopiony jako okręt-cel w 1961                                                                  |
| 505      | SS "Stanley Matthews"         | Stanley Matthews                | standardowy   | 18 października 1942 | 20 listopada 1942    | złomowany w 1963 |
| 506      | SS "David J. Brewer"          | David J. Brewer                 | standardowy   | 24 października 1942 | 26 listopada 1942    | złomowany w 1962 |
| 507      | SS "Pierre Laclede"           | Pierre Laclede                  | standardowy   | 29 października 1942 | 29 listopada 1942    | złomowany w 1970 |
| 508      | SS "Frederic Remington"       | Frederic Remington              | standardowy   | 1 listopada 1942     | 6 grudnia 1942       | złomowany w 1970 |
| 509      | SS "Walter Colton"            | Walter Colton                   | standardowy   | 7 listopada 1942     | 10 grudnia 1942      | złomowany w 1968 |
| 510      | SS "J. Sterling Morton"       | J. Sterling Morton              | standardowy   | 11 listopada 1942    | 15 grudnia 1942      | złomowany w 1971 |
| 511      | SS "George H. Dern"           | George H. Dern                  | standardowy   | 16 listopada 1942    | 19 grudnia 1942      | sprzedany w prywatne ręce w 1947, złomowany w 1969                                                                                             |
| 512      | SS "Key Pittman"              | Key Pittman                     | standardowy   | 21 listopada 1942    | 22 grudnia 1942      | przekazany US Navy jako "Leonis" (AK-128), złomowany w 1969                                                                                    |
| 513      | SS "Chief Ouray"              | Chief Ouray                     | standardowy   | 27 listopada 1942    | 28 grudnia 1942      | przekazany US Navy jako "Deimos" (AK-78), trafiony torpedą i zatopiony koło Guadalcanal w 1943                                                 |
| 514      | SS "George S. Boutwell"       | George S. Boutwell              | standardowy   | 30 listopada 1942    | 31 grudnia 1942      | sprzedany w prywatne ręce w 1947, złomowany w 1964                                                                                             |
| 515      | SS "Benjamin H. Bristow"      | Benjamin H. Bristow             | standardowy   | 7 grudnia 1942       | 4 stycznia 1943      | złomowany w 1969 |
| 516      | SS "William Windom"           | William Windom                  | standardowy   | 11 grudnia 1942      | 8 stycznia 1943      | złomowany w 1964 |
| 517      | SS "Charles J. Folger"        | Charles J. Folger               | standardowy   | 15 grudnia 1942      | 12 stycznia 1943     | złomowany w 1960 |
| 518      | SS "Charles S. Fairchild"     | Charles S. Fairchild            | standardowy   | 19 grudnia 1942      | 17 stycznia 1943     | sprzedany w prywatne ręce w 1947, złomowany w 1971                                                                                             |
| 519      | SS "John G. Carlisle"         | John G. Carlisle                | standardowy   | 23 grudnia 1942      | 23 stycznia 1943     | złomowany w 1965 |
| 520      | SS "Lyman J. Gage"            | Lyman J. Gage                   | standardowy   | 29 grudnia 1942      | 29 stycznia 1943     | przekazany US Navy jako "Chele" (AK-138), złomowany w 1978                                                                                     |
| 521      | SS "William H. Aspinwall"     | William H. Aspinwall            | standardowy   | 31 grudnia 1942      | 4 lutego 1943        | złomowany w 1972 |
| 522      | SS "Grenville M. Dodge"       | Grenville M. Dodge              | standardowy   | 5 stycznia 1943      | 9 lutego 1943        | złomowany w 1974 |
| 523      | SS "Julien Dubuque"           | Julien Dubuque                  | standardowy   | 9 stycznia 1943      | 16 lutego 1943       | złomowany w 1971 |
| 524      | SS "Adoniram Judson"          | Adoniram Judson                 | standardowy   | 13 stycznia 1943     | 19 lutego 1943       | złomowany w 1974 |
| 525      | SS "John G. Nicolay"          | John G. Nicolay                 | standardowy   | 17 stycznia 1943     | 25 lutego 1943       | przekazany US Navy jako "Albireo" (AK-90), sprzedany w prywatne ręce w 1947, złomowany w 1967                                                  |
| 526      | SS "Edward Bates"             | Edward Bates                    | standardowy   | 24 stycznia 1943     | 28 lutego 1943       | trafiony torpedą lotniczą i zatopiony w pobliżu Tenes w 1944                                                                                   |
| 527      | SS "Josiah B. Grinnell"       | Josiah B. Grinnell              | standardowy   | 29 stycznia 1943     | 4 marca 1943         | złomowany w 1966 |
| 528      | SS "Henry H. Richardson"      | Henry H. Richardson             | standardowy   | 4 lutego 1943        | 13 marca 1943        | złomowany w 1960 |
| 529      | SS "Nathaniel Currier"        | Nathaniel Currier               | standardowy   | 10 lutego 1943       | 11 marca 1943        | złomowany w 1971 |
| 530      | SS "James Ives"               | James Ives                      | standardowy   | 16 lutego 1943       | 18 marca 1943        | sprzedany w prywatne ręce w 1947, złomowany w 1967                                                                                             |
| 531      | SS "Thomas Corwin"            | Thomas Corwin                   | standardowy   | 19 lutego 1943       | 21 marca 1943        | złomowany w 1964 |
| 532      | SS "James Guthrie"            | James Guthrie                   | standardowy   | 26 lutego 1943       | 26 marca 1943        | wszedł na minę w pobliżu Capri 1944, zadeklarowany jako zniszczony, złomowany w 1947                                                           |
| 533      | SS "Howell Cobb"              | Howell Cobb                     | standardowy   | 28 lutego 1943       | 30 marca 1943        | zatopiony jako część falochronu w Cook Inlet w 1966                                                                                            |
| 534      | SS "Hugh McCulloch"           | Hugh McCulloch                  | standardowy   | 12 marca 1943        | 5 kwietnia 1943      | złomowany w 1962 |
| 535      | SS "Matthew Lyon"             | Matthew Lyon                    | standardowy   | 18 marca 1943        | 11 kwietnia 1943     | storpedowany na Pacyfiku w 1943, przekazany US Navy jako "Zebra" (IX-107) 1944, złomowany w 1972                                               |
| 536      | SS "George D. Prentice"       | George D. Prentice              | standardowy   | 4 marca 1943         | 7 kwietnia 1943      | złomowany w 1969 |
| 537      | SS "William A. Jones"         | William A. Jones                | standardowy   | 13 marca 1943        | 18 kwietnia 1943     | złomowany w 1971 |
| 538      | SS "Homer Lea"                | Homer Lea                       | standardowy   | 21 marca 1943        | 17 kwietnia 1943     | złomowany w 1958 |
| 539      | SS "Anson Burlingame"         | Anson Burlingame                | standardowy   | 27 marca 1943        | 24 kwietnia 1943     | sprzedany w prywatne ręce w 1947, zatopiony 1950                                                                                               |
| 540      | SS "Louis Hennepin"           | Louis Hennepin                  | standardowy   | 30 marca 1943        | 29 kwietnia 1943     | złomowany w 1961 |
| 541      | SS "Josiah Snelling"          | Josiah Snelling                 | standardowy   | 6 kwietnia 1943      | 30 kwietnia 1943     | trafiony przez kamikaze w 1945, naprawiony, złomowany w 1961                                                                                   |
| 542      | SS "George Washington Carver" | George Washington Carver        | standardowy   | 12 kwietnia 1943     | 7 maja 1943          | przekazany US Army jako "Dogwood", złomowany w 1964                                                                                            |
| 543      | SS "Cornelius Gilliam"        | Cornelius Gilliam               | standardowy   | 5 maja 1942          | 16 czerwca 1942      | złomowany w 1970 |
| 544      | SS "George H. Williams"       | George H. Williams              | standardowy   | 7 maja 1942          | 18 czerwca 1942      | złomowany w 1960 |
| 545      | SS "Matthew P. Deady"         | Matthew P. Deady                | standardowy   | 11 maja 1942         | 23 czerwca 1942      | trafiony przez kamikaze w pobliżu Leyte w 1944, naprawiony, złomowany w 1961                                                                   |
| 546      | SS "Jason Lee"                | Jason Lee                       | standardowy   | 16 maja 1942         | 27 czerwca 1942      | złomowany w 1967 |
| 547      | SS "Marcus Whitman"           | Marcus Whitman                  | standardowy   | 22 maja 1942         | 30 czerwca 1942      | storpedowany i zatopiony w pobliżu Brazylii w 1942                                                                                             |
| 548      | SS "John McLoughlin"          | John McLoughlin                 | standardowy   | 22 maja 1942         | 4 lipca 1942         | złomowany w 1971 |
| 549      | SS "Jesse Applegate"          | Jesse Applegate                 | standardowy   | 22 maja 1942         | 7 lipca 1942         | złomowany w 1971 |
| 550      | SS "George Abernethy"         | George Abernethy                | standardowy   | 29 maja 1942         | 11 lipca 1942        | złomowany w 1960 |
| 551      | SS "Joseph Lane"              | Joseph Lane                     | standardowy   | 31 maja 1942         | 14 lipca 1942        | złomowany w 1966 |
| 552      | SS "Harvey W. Scott"          | Harvey W. Scott                 | standardowy   | 4 czerwca 1942       | 19 lipca 1942        | storpedowany i zatopiony na Oceanie Indyjskim 1943                                                                                             |
| 553      | SS "James W. Nesmith"         | James W. Nesmith                | standardowy   | 8 czerwca 1942       | 21 lipca 1942        | storpedowany na Morzu Irlandzkim w 1945, zatopiony z przestarzałą amunicją w 1946                                                              |
| 554      | SS "John C. Ainsworth"        | John C. Ainsworth               | standardowy   | 16 czerwca 1942      | 24 lipca 1942        | złomowany w 1961 |
| 555      | SS "William P. McArthur"      | William P. McArthur             | standardowy   | 20 czerwca 1942      | 27 lipca 1942        | sprzedany w prywatne ręce w 1966 przerobiony na pływający dźwig                                                                                |
| 556      | SS "Eugene Skinner"           | Eugene Skinner                  | standardowy   | 23 czerwca 1942      | 31 lipca 1942        | złomowany w 1971 |
| 557      | SS "Daniel H. Lownsdale"      | Daniel H. Lownsdale             | standardowy   | 27 czerwca 1942      | 5 sierpnia 1942      | złomowany w 1970 |
| 558      | SS "Elijah White"             | Elijah White                    | standardowy   | 30 czerwca 1942      | 7 sierpnia 1942      | złomowany w 1961 |
| 559      | SS "Harry Lane"               | Harry Lane                      | standardowy   | 4 lipca 1942         | 11 sierpnia 1942     | złomowany w 1962 |
| 560      | SS "George Chamberlain"       | George Chamberlain              | standardowy   | 7 lipca 1942         | 14 sierpnia 1942     | przekazany USN 1955 jako YAG, złomowany w 1971                                                                                                 |
| 561      | SS "Jonathan Harrington"      | Jonathan Harrington             | standardowy   | 11 lipca 1942        | 17 sierpnia 1942     | złomowany w 1969 |
| 562      | SS "William H. Seward"        | William H. Seward               | standardowy   | 14 lipca 1942        | 20 sierpnia 1942     | złomowany w 1960 |
| 563      | SS "Gideon Welles"            | Gideon Welles                   | standardowy   | 19 lipca 1942        | 23 sierpnia 1942     | sprzedany w prywatne ręce w 1947, złomowany w 1969                                                                                             |
| 564      | SS "Edwin M. Stanton"         | Edwin M. Stanton                | standardowy   | 21 lipca 1942        | 26 sierpnia 1942     | złomowany w 1971 |
| 565      | SS "Cleveland Abbe"           | Cleveland Abbe                  | standardowy   | 24 lipca 1942        | 31 sierpnia 1942     | złomowany w 1972 |
| 566      | SS "Andrew Carnegie"          | Andrew Carnegie                 | standardowy   | 27 lipca 1942        | 3 września 1942      | sprzedany w prywatne ręce w 1947, złomowany w 1963                                                                                             |
| 567      | SS "Pierre S. Dupont"         | Pierre S. Dupont                | standardowy   | 1 sierpnia 1942      | 27 sierpnia 1942     | złomowany w 1971 |
| 568      | SS "James Duncan"             | James Duncan                    | standardowy   | 5 sierpnia 1942      | 7 września 1942      | złomowany w 1962 |
| 569      | SS "George H. Thomas"         | George H. Thomas                | standardowy   | 7 sierpnia 1942      | 9 września 1942      | sprzedany w prywatne ręce w 1947, rozbity i opuszczony w 1967                                                                                  |
| 570      | SS "William S. Rosecrans"     | William S. Rosecrans            | standardowy   | 11 sierpnia 1942     | 11 września 1942     | wszedł na minę i zatoną w pobliżu Neapolu w 1944                                                                                               |
| 571      | SS "Henry Villard"            | Henry Villard                   | standardowy   | 14 sierpnia 1942     | 14 września 1942     | sprzedany w prywatne ręce w 1951, zniszczony i złomowany w 1964                                                                                |
| 572      | SS "Samuel Seabury"           | Samuel Seabury                  | standardowy   | 17 sierpnia 1942     | 17 września 1942     | złomowany w 1961 |
| 573      | SS "Mark Hanna"               | Mark Hanna                      | standardowy   | 20 sierpnia 1942     | 20 września 1942     | storpedowany w pobliżu Gujany Holenderskiej w 1943, naprawiony, złomowany w 1961                                                               |
| 574      | SS "Henry George"             | Henry George                    | standardowy   | 23 sierpnia 1942     | 25 września 1942     | sprzedany w prywatne ręce w 1947, złomowany w 1968                                                                                             |
| 575      | SS "Edward Everett"           | Edward Everett                  | standardowy   | 26 sierpnia 1942     | 26 września 1942     | złomowany w 1969 |
| 576      | SS "James McNeill Whistler"   | James McNeill Whistler          | standardowy   | 31 sierpnia 1942     | 30 września 1942     | zniszczony i opuszczony w 1946 |
| 577      | SS "Salmon P. Chase"          | Salmon P. Chase                 | standardowy   | 3 września 1942      | 2 października 1942  | złomowany w 1960 |
| 578      | SS "Stephen Girard"           | Stephen Girard                  | standardowy   | 4 września 1942      | 5 października 1942  | sprzedany w prywatne ręce w 1947, złomowany w 1968                                                                                             |
| 579      | SS "Henry Dearborn"           | Henry Dearborn                  | standardowy   | 7 września 1942      | 8 października 1942  | złomowany w 1959 |
| 580      | SS "James B. Stephens"        | James B. Stephens               | standardowy   | 11 września 1942     | 11 października 1942 | storpedowany i opuszczony w pobliżu południowej Afryki w 1943                                                                                  |
| 581      | SS "Joseph N. Teal"           | Joseph N. Teal                  | standardowy   | 13 września 1942     | 23 września 1942     | złomowany w 1963 |
| 582      | SS "Tabitha Brown"            | Tabitha Brown                   | standardowy   | 15 września 1942     | 16 października 1942 | złomowany w 1969 |
| 583      | SS "Alexander Graham Bell"    | Alexander Graham Bell           | standardowy   | 17 września 1942     | 18 października 1942 | złomowany w 1962 |
| 584      | SS "Thomas A. Edison"         | Thomas A. Edison                | standardowy   | 20 września 1942     | 20 października 1942 | zniszczony i stracony w pobliżu Fiji 1942 |
| 585      | SS "Samuel Colt"              | Samuel Colt                     | standardowy   | 23 września 1942     | 14 października 1942 | złomowany w 1969 |
| 586      | SS "John Deere"               | John Deere                      | standardowy   | 25 września 1942     | 23 października 1942 | złomowany w 1961 |
| 587      | SS "Charles Goodyear"         | Charles Goodyear                | standardowy   | 26 września 1942     | 25 października 1942 | złomowany w 1968 |
| 588      | SS "Elmer A. Sperry"          | Elmer A. Sperry                 | standardowy   | 30 września 1942     | 27 października 1942 | złomowany w 1963 |
| 589      | SS "John P. Holland"          | John P. Holland                 | standardowy   | 2 października 1942  | 29 października 1942 | złomowany w 1964 |
| 590      | SS "S. M. Babcock"            | S. M. Babcock                   | standardowy   | 5 października 1942  | 1 listopada 1942     | złomowany w 1967 |
| 591      | SS "Charles Gordon Curtis"    | Charles Gordon Curtis           | standardowy   | 8 października 1942  | 4 listopada 1942     | przekazany ZSRR w 1944 jako "Sergiej Kirow" ("Сергей Киров"), złomowany w 1971                                                                 |
| 592      | SS "James B. Eads"            | James B. Eads                   | standardowy   | 12 października 1942 | 9 listopada 1942     | złomowany w 1971 |
| 593      | SS "Samuel Parker"            | Samuel Parker                   | standardowy   | 14 października 1942 | 7 listopada 1942     | złomowany w 1968 |
| 594      | SS "Joseph Gale"              | Joseph Gale                     | standardowy   | 16 października 1942 | 11 listopada 1942    | złomowany w 1962 |
| 595      | SS "Peter Skene Ogden"        | Peter Skene Ogden               | standardowy   | 18 października 1942 | 14 listopada 1942    | storpedowany w pobliżu Algierii w 1944, złomowany                                                                                              |
| 596      | SS "Joseph L. Meek"           | Joseph L. Meek                  | standardowy   | 20 października 1942 | 16 listopada 1942    | zatopiony aby stworzyć sztuczną rafę w pobliżu Pensacola w 1976                                                                                |
| 597      | SS "Samuel J. Tilden"         | Samuel J. Tilden                | standardowy   | 23 października 1942 | 18 listopada 1942    | zbombardowany i zniszczony w pobliżu Bari w 1943                                                                                               |
| 598      | SS "Abner Doubleday"          | Abner Doubleday                 | standardowy   | 25 października 1942 | 20 listopada 1942    | złomowany w 1968 |
| 599      | SS "George W. Goethals"       | George W. Goethals              | standardowy   | 27 października 1942 | 22 listopada 1942    | złomowany w 1973 |
| 600      | SS "William T. Sherman"       | William T. Sherman              | standardowy   | 29 października 1942 | 25 listopada 1942    | sprzedany w prywatne ręce w 1947, złomowany w 1971                                                                                             |